# Беатификација
Беатификација (лат. beatus — блажен) је у Римокатоличкој цркви први степен канонизације, односно проглашења особе за свеца.
Примењујући прописе о беатификацији, специјални суд Римокатоличке цркве настоји да утврди да ли постоје они елементи светости које црква одређује да би дотични праведник могао постати предмет верског поштовања свих верника. Главни услови за то су чудеса која се догађају на његовом гробу или приликом употребе ствари којима се некада служио. За беатификацију, Римокатоличка црква прописује најмање два чуда. Процес беатификације завршава се проглашењем кандидата за блаженога, што је први степен светости.
У средњем веку беатификација је била у компетенцији бискупа, а од 1634 — папе.